# Lutz Glandien
Lutz Glandien (* 4. Juni 1954 in Oebisfelde) ist ein zeitgenössischer deutscher Komponist.

## Leben
Glandien studierte 1979 bis 1983 Komposition bei Wolfram Heicking an der Hochschule für Musik „Hanns Eisler“ Berlin und war 1985 bis 1987 Meisterschüler von Georg Katzer an der Akademie der Künste der DDR. Die Tradition des „Experimentellen Liedertheaters“ der DDR bildet den Hintergrund für seine musikalische Entwicklung. Zwischen 1977 und 1983 war er Komponist, Musiker und Akteur bei der Dresdener Gruppe „Schicht-Theater“ – einem besonders profilierten Liedertheater. Aus dieser Zeit resultiert sein Anspruch, dass Musik eine in ihrem Wesen kommunikative Kunst ist, die möglichst oft gehört werden sollte, und über die man nachdenken bzw. sich mit anderen im Gespräch austauschen kann.
Bereits damals begann Glandien, Instrumente für seine Kompositionen zu entwerfen und zu bauen. Mit der politischen Wende erweiterte er sein Terrain: Er spezialisierte sich auf Elektroakustische Musik, etablierte sein eigenes Tonstudio und schuf die Musik zu über 60 Hörspielen sowie zu Dokumentarfilmen, Videos, Ausstellungen, Tanzproduktionen und Klanginstallationen. Die Bekanntschaft mit dem englischen Schlagzeuger und Produzenten Chris Cutler initiierte seine Zusammenarbeit mit Musikern aus der Improvisations- und der ehemaligen Avantgarde-Rockszene, darunter Alfred Harth und Dagmar Krause. Sein musikalisches Werk gilt – darin ähnlich dem von Heiner Goebbels – als Beispiel für den Versuch eines Komponisten der akademisch-klassischen Schule, die Grenzen der eigenen musikalisch-theoretischen Ausbildung zu sprengen und durch kalkulierte Grenzüberschreitungen neue Horizonte musikalischer Komposition einzunehmen.
Für große Aufmerksamkeit sorgte sein Projekt Der Ring – Ein Musiktheater, das am 24. Mai 2013 im Leipziger Gewandhaus zur Uraufführung gelangte.
Glandien arbeitet freiberuflich in Berlin.

## Auszeichnungen
- 1987 – Hauptpreis beim internationalen Kompositionswettbewerb Prix Voya Toncitch in Paris, für das Klavierstück 365
- 1989 – Preis beim Internationalen Forum junger Komponisten des WDR, für die Tonbandkomposition cut
- 1990 – Kompositionsstipendium des Berliner Kultursenats
- 1992 – Anerkennung beim 4. Rostrum für Elektroakustische Musik, für die Tonbandkomposition cut
- 1992 – Kompositionsstipendium des Berliner Kultursenats

## Hörspielmusiken (Auswahl)
- 1992: Jacob Grimm/Wilhelm Grimm: Der Fischer und seine Frau – Regie: Barbara Plensat (Kinderhörspiel – DS Kultur)
- 1992: Julio Cortázar: Ende des Spiels – Regie: Barbara Plensat (Hörspiel – DS Kultur)
- 1996: Uta-Maria Heim: Affenliebe in Hamburg, Regie: Barbara Plensat, (NDR)
- 1997: Irmgard Keun: Gilgi, eine von uns – Regie: Barbara Plensat (Hörspiel – NDR)
- 1997: Jürgen Lehmann: Brötchen holen, Regie: Barbara Plensat, (MDR)
- 2000: Gabriele Bigott: Unsterblich und reich, nach dem gleichnamigen Stück von Anna Langhoff, Regie: Barbara Plensat, (SFB)
- 2003: Holger Teschke: Jungfrau Maleen, Regie: Barbara Plensat, (DLR)
- 2003: Hans Zimmer: Bellas Briefe – Regie: Karlheinz Liefers (Kinderhörspiel – DLR Berlin)
- 2004: Oliver Bukowski: Serjosha & Schultz, Regie: Karlheinz Liefers (DLR)
- 2004: Hans Zimmer: Cortez lernt sprechen (DLR)
- 2010: Judith Lorentz: Rico, Oskar und die Tieferschatten – Regie: Judith Lorentz (Kinderhörspiel – WDR)
- 2012: Anna-Luise Böhm: Ampelmännchen sind keine Haustiere – Regie: Judith Lorentz (Kinderhörspiel – DKultur)
- 2013: Gunnar Gunnarsson: Schwarze Vögel – Regie: Judith Lorentz (Hörspiel – DKultur)
- 2013: Jens Raschke: Schlafen Fische? – Regie: Judith Lorentz (Kinderhörspiel – Deutschlandradio Kultur)[1]
- 2014: Sabine Bergk: ICHI oder der Traum vom Roman – Regie: Judith Lorentz (Hörspiel – DKultur)
- 2014: Esther Dischereit: Blumen für Otello – Über die Verbrechen von Jena, Ursendung 21. Mai 2014, Länge: 53‘48‘‘, Regie: Giuseppe Maio (Hörspiel – DKultur)

## Diskographie
- 1992 – Domestic Stories. Interpreten: Dagmar Krause (Gesang), Fred Frith (Gitarre, Bass), Alfred Harth (Saxophone, Klarinette) und Chris Cutler (Drums, Electronics) – ReR Megacorp
- 1992 – Schattenspiel for Piano and Computer. Interpret: Jeffrey Burns (Klavier), auf: Jeffrey Burns plays piano with electronics – Pool New Music (Schimmelpfennig & Friends)
- 1994 – Scenes from no Marriage. Electroacoustic Pieces. Interpreten: Jeffrey Burns (Klavier), Ensemble United Berlin, Chris Cutler (Drums und Electronics), Dirk Wucherpfennig und Edwin Kaliga (Percussion) – ReR Megacorp
- 1995 – cut (Tonbandkomposition), Es lebe (für Tuba und Tonband), Weiter so (für Streichquintett und Tonband), 365 (für Klavier solo), Und war es noch still (für Kammerensemble). Interpreten: Steffen Schleiermacher (Klavier), Michael Vogt (Tuba), Ensemble United Berlin, Ensemble Modern und Paul Daniel (Dirigent) – Wergo
- 1995 – p53. Interpreten: Chris Cutler, Lutz Glandien, Marie Goyette, Zygmunt Krauze und Otomo Yoshihide – ReR Megacorp
- 2001 – The 5th Elephant. Virtualectric Stories. Interpreten: Michael Vogt (Tuba), Chris Cutler (Drums) und Lutz Glandien (Electronics) – ReR Megacorp
- 2003 – Lost in Rooms. A Virtualectric Story. Interpret: Lutz Glandien (Electronics) – ReR Megacorp
- 2007 – kyomei. Saitengesänge. Interpret: Lutz Glandien (Monochord, Körpertambura, Streichbass, Kantele, Streichpsalter und Kleine Leier). Alle Instrumente stammen aus der KlangWerkStatt von Bernhard Deutz, Berlin.
- 2008 – Meg Finn und die Liste der vier Wünsche, Musik zu dem gleichnamigen Hörspiel von Eoin Colfer, übersetzt von Claudia Feldmann. Sprecher: Jürgen Holtz, Dieter Mann, Stefan Kaminski, Claudia Eisinger, Thomas Schmidt, Ursula Werner, Christian Ehrich und Hilmar Eichhorn – Hamburg, Hörbuch Hamburg, ISBN 978-3-86742-636-7
- 2021 – Fluxus +/-. Interpreten: Lutz Glandien, Christine Dreier, Frieder Butzmann und Mama Baer –  Psych.KG
- 2022 – Some Days in the Life of a Tree. Interpreten: Lutz Glandien (Monochord, Samples & Junk Percussion), Jürgen Kupke (Klarinette) und Michael Voigt (Tuba) – ReR Megagroup

## Filmografie
- 1989: Spuren
- 1991: Der Strass

## Belege
1. ↑  Hörspieltag: Schlafen Fische? von Jens Raschke, Deutschlandradio Kultur 14. April 2017, abgerufen am 4. Juli 2018.

| Personendaten    | Personendaten       |
| ---------------- | ------------------- |
| NAME             | Glandien, Lutz      |
| KURZBESCHREIBUNG | deutscher Komponist |
| GEBURTSDATUM     | 4. Juni 1954        |
| GEBURTSORT       | Oebisfelde          |